# 二氯化一氯五氨合钴(III)
二氯化一氯五氨合钴(III)是一种配位化合物，由[Co(NH3)5Cl]2+和两个Cl−构成。它是红紫色、反磁性的水溶性固体。该化合物有着历史与学术意义。

## 制备
该配合物可由氯化钴和氨在溶液中的氧化反应得到：
2 CoCl2·6H2O  +  10 NH3  +  2 HCl  +  H2O2   →    2 [Co(NH3)5(OH2)]Cl3  +  12 H2O
反应得到的中间体可以通过加热使外界的氯离子进入到配离子的内界：
[Co(NH3)5(OH2)]Cl3   →    [Co(NH3)5Cl]Cl2  +   H2O
该配合物的阳离子具有理想化C4v对称性。